# Clubes andorranos de fútbol en competiciones europeas
El presente artículo describe las participaciones de los clubes de fútbol andorranos en las diferentes competiciones oficiales a nivel continental, desde 1997-98, cuando un equipo andorrano participó por primera vez de una competición europea. Se tiene en cuenta aquellas competiciones reconocidas oficialmente por alguna de las asociaciones o federaciones que se encargan de sus organizaciones.

## Presencias de clubes

### Torneos tomados en cuenta
Actualizado a la temporada 2025-26
- Liga de Campeones de la UEFA
- Liga Europa de la UEFA
- Liga Conferencia de la UEFA
- Copa Intertoto de la UEFA

Un total de 11 equipos andorranos han tenido presencia en alguna de las competiciones anteriormente citadas. Entre ellos destacan por número de presencias el FC Santa Coloma con 21, y el UE Sant Julià con 16.
A continuación se listan los clubes con alguna presencia divididos por competiciones, y en orden cronológico, y el número de temporadas que ha disputado competición europea.
| Club                    | Presencias |   |    |   |   |
| ----------------------- | ---------- | - | -- | - | - |
| FC Santa Coloma         | 22         | 9 | 10 | 3 | - |
| Sant Julià              | 16         | 1 | 9  | 1 | 5 |
| UE Santa Coloma         | 11         | 1 | 8  | 2 | - |
| Inter Club d'Escaldes   | 10         | 4 | 1  | 5 | - |
| FC Lusitanos            | 6          | 2 | 4  | - | - |
| Atlètic Club d'Escaldes | 5          | 1 | -  | 4 | - |
| FC Rànger's             | 3          | 1 | 1  | - | 1 |
| Engordany               | 3          | - | 3  | - | - |
| CE Principat            | 3          | - | 3  | - | - |
| Encamp                  | 2          | - | 1  | - | 1 |
| Constel·lació Esportiva | 1          | - | 1  | - | - |

## Estadísticas
A continuación se muestra un resumen estadístico de todos los equipos que participaron una o más veces en alguna de las competiciones  anteriormente nombradas, atendiendo al sistema de puntuación histórico de tres puntos por victoria.
FC Santa Coloma, UE Santa Coloma, Sant Julià y Engordany son los únicos equipos que han logrado superar una eliminatoria de una competición de la UEFA.

### Tabla general de rendimiento
- Actualizado a la temporada 2025-26.

Nota: Sistema de puntuación histórico de 3 puntos por victoria. En cursiva equipos con participación en la presente temporada.
| Pos | Club                    | Temporadas | Puntos | PJ | PG | PE | PP | Rend. | RG. |
| --- | ----------------------- | ---------- | ------ | -- | -- | -- | -- | ----- | --- |
| 1   | FC Santa Coloma         | 22         | 35     | 52 | 9  | 8  | 35 | 22.4% | 6   |
| 2   | Inter Club d'Escaldes   | 10         | 25     | 22 | 7  | 4  | 11 | 37.8% | 3   |
| 3   | Engordany               | 3          | 10     | 9  | 3  | 1  | 5  | 37.0% | 2   |
| 4   | Sant Julià              | 16         | 9      | 34 | 1  | 6  | 27 | 8.8%  | 1   |
| 5   | Atlètic Club d'Escaldes | 5          | 8      | 11 | 2  | 2  | 7  | 24.2% | 1   |
| 6   | UE Santa Coloma         | 11         | 4      | 24 | 1  | 1  | 22 | 5.5%  | 0   |
| 7   | FC Rànger's             | 3          | 1      | 6  | 0  | 1  | 5  | 5.5%  | 0   |
| 8   | FC Lusitanos            | 6          | 1      | 12 | 0  | 1  | 11 | 2.7%  | 0   |
| 9   | Principat               | 3          | 0      | 6  | 0  | 0  | 6  | 0.0%  | 0   |
| 10  | Encamp                  | 2          | 0      | 4  | 0  | 0  | 4  | 0.0%  | 0   |
| 11  | Constel·lació Esportiva | 1          | 0      | 2  | 0  | 0  | 2  | 0.0%  | 0   |

### Historial de la Liga de Campeones de la UEFA
- Actualizado a la temporada 2025-26.

A continuación se muestra un resumen estadístico de todos los equipos que participaron al menos una vez en la Liga de Campeones de la UEFA, desde la primera participación de un equipo andorrano, en la temporada 2007-08. FC Santa Coloma, UE Santa Coloma y Inter Club d'Escaldes son los únicos clubes andorranos en ganar un partido de liga de campeones.
Nota: Sistema de puntuación histórico de 3 puntos por victoria. En cursiva equipos con participación en la presente temporada.
| Pos | Club                    | Temporadas | Puntos | PJ | PG | PE | PP | Rend. | RG. |
| --- | ----------------------- | ---------- | ------ | -- | -- | -- | -- | ----- | --- |
| 1   | Inter Club d'Escaldes   | 4          | 9      | 7  | 3  | 0  | 4  | 42.8% | 1   |
| 2   | FC Santa Coloma         | 9          | 9      | 19 | 2  | 3  | 14 | 15.7% | 2   |
| 3   | UE Santa Coloma         | 1          | 3      | 4  | 1  | 0  | 3  | 25.0% | 1   |
| 4   | Sant Julià              | 1          | 2      | 4  | 0  | 2  | 2  | 16.6% | 1   |
| 5   | Lusitanos               | 2          | 1      | 4  | 0  | 1  | 3  | 8.3%  | -   |
| 6   | FC Rànger's             | 1          | 0      | 2  | 0  | 0  | 2  | 0.0 % | -   |
| 7   | Atlètic Club d'Escaldes | 1          | 0      | 1  | 0  | 0  | 1  | 0.0 % | -   |

### Historial de la Liga Europa de la UEFA
- Actualizado a la temporada 2024-25.

A continuación se muestra un resumen estadístico de todos los equipos que participaron al menos una vez en la Liga Europa desde la primera participación de un equipo andorrano, en la temporada 1997-98. Engordany es el único club andorrano que ha logrado superar una eliminatoria de Liga Europa.
Nota: Sistema de puntuación histórico de 3 puntos por victoria. En cursiva equipos con participación en la presente temporada.
| Pos | Club                    | Temporadas | Puntos | PJ | PG | PE | PP | Rend. | RG. |
| --- | ----------------------- | ---------- | ------ | -- | -- | -- | -- | ----- | --- |
| 1   | Engordany               | 3          | 10     | 9  | 3  | 1  | 5  | 37.0% | 2   |
| 2   | FC Santa Coloma         | 10         | 9      | 19 | 2  | 3  | 14 | 15.7% | -   |
| 3   | Sant Julià              | 9          | 4      | 18 | 1  | 1  | 16 | 7.4%  | -   |
| 4   | UE Santa Coloma         | 8          | 0      | 16 | 0  | 0  | 16 | 0.0%  | -   |
| 5   | Lusitanos               | 4          | 0      | 8  | 0  | 0  | 8  | 0.0%  | -   |
| 6   | Principat               | 3          | 0      | 6  | 0  | 0  | 6  | 0.0%  | -   |
| 7   | Constel·lació Esportiva | 1          | 0      | 2  | 0  | 0  | 2  | 0.0%  | -   |
| 8   | Encamp                  | 1          | 0      | 2  | 0  | 0  | 2  | 0.0%  | -   |
| 9   | Rànger's                | 1          | 0      | 2  | 0  | 0  | 2  | 0.0%  | -   |
| 10  | Inter Club d'Escaldes   | 1          | 0      | 1  | 0  | 0  | 1  | 0.0%  | -   |

### Historial en la Liga Europa Conferencia de la UEFA
- Actualizado a la temporada 2025-26.

A continuación se muestra un resumen estadístico de todos los equipos que participaron al menos una vez en la Liga Europa Conferencia de la UEFA desde la primera participación de un equipo andorrano, en la temporada 2022-23. FC Santa Coloma, Atlètic Club d'Escaldes e Inter Club d'Escaldes son los únicos clubes andorranos que han logrado superar una eliminatoria de Liga Europa Conferencia.
Nota: Sistema de puntuación histórico de 3 puntos por victoria. En cursiva equipos con participación en la presente temporada.
| Pos | Club                    | Temporadas | Puntos | PJ | PG | PE | PP | Rend. | RG |
| --- | ----------------------- | ---------- | ------ | -- | -- | -- | -- | ----- | -- |
| 1   | FC Santa Coloma         | 3          | 17     | 14 | 5  | 2  | 7  | 40.4% | 4  |
| 2   | Inter Club d'Escaldes   | 5          | 16     | 14 | 4  | 4  | 6  | 38.0% | 2  |
| 3   | Atlètic Club d'Escaldes | 4          | 8      | 10 | 2  | 2  | 6  | 26.6% | 1  |
| 4   | Sant Juliá              | 1          | 2      | 2  | 0  | 2  | 0  | 33.3% | -  |
| 5   | UE Santa Coloma         | 2          | 1      | 4  | 0  | 1  | 3  | 8.3%  | -  |

### Historial en la Copa Intertoto
A continuación se muestra un resumen estadístico de todos los equipos que participaron al menos una vez en la Copa Intertoto de la UEFA desde la primera participación de un equipo andorrano, en la temporada 2001, hasta su desaparición en 2007.
Nota: Sistema de puntuación histórico de 3 puntos por victoria. En cursiva equipos con participación en la presente temporada.
| Pos | Club        | Temporadas | Puntos | PJ | PG | PE | PP | Rend. | RG |
| --- | ----------- | ---------- | ------ | -- | -- | -- | -- | ----- | -- |
| 1   | FC Rànger's | 1          | 1      | 2  | 0  | 1  | 1  | 16.6% | -  |
| 2   | Sant Julià  | 5          | 1      | 10 | 0  | 1  | 9  | 6.6%  | -  |
| 3   | Encamp      | 1          | 0      | 2  | 0  | 0  | 2  | 0.0%  | -  |

## Récord europeo

### Liga de Campeones de la UEFA
| Temporada | Ronda                        | Club                    | Rival               | Casa | Visita  | Global       |
| --------- | ---------------------------- | ----------------------- | ------------------- | ---- | ------- | ------------ |
| 2007-08   | Primera fase                 | Rànger's                | Sheriff Tiraspol    | 0-3  | 0-2     | 0-5          |
| 2008-09   | Primera fase                 | FC Santa Coloma         | Kaunas              | 1-4  | 1-3     | 2-7          |
| 2009-10   | Primera ronda previa         | UE Sant Julià           | Tre Fiori           | 1-1  | 1-1     | 2-2 (5-4 p.) |
| 2009-10   | Segunda ronda previa         | UE Sant Julià           | Levski Sofia        | 0-5  | 0-4     | 0-9          |
| 2010-11   | Primera ronda previa         | FC Santa Coloma         | Birkirkara          | 0-3  | 3-4     | 3-7          |
| 2011-12   | Primera ronda previa         | FC Santa Coloma         | F91 Dudelange       | 0-2  | 0-2     | 0-4          |
| 2012-13   | Primera ronda clasificatoria | FC Lusitanos            | Valletta FC         | 0-1  | 0-8     | 0-9          |
| 2013-14   | Primera ronda previa         | FC Lusitanos            | EB/Streymur         | 2-2  | 1-5     | 3-7          |
| 2014-15   | Primera ronda previa         | FC Santa Coloma         | FC Banants          | 1-0  | (v) 2-3 | 3-3          |
| 2014-15   | Segunda ronda previa         | FC Santa Coloma         | Maccabi Tel Aviv    | 0-1  | 0-2     | 0-3          |
| 2015-16   | Primera ronda previa         | FC Santa Coloma         | Lincoln Red Imps    | 0-0  | 1-2     | 1-2          |
| 2016-17   | Primera fase                 | FC Santa Coloma         | Alashkert           | 0-0  | 0-3     | 0-3          |
| 2017-18   | Primera ronda clasificatoria | FC Santa Coloma         | Alashkert           | 1-1  | 0-1     | 1-2          |
| 2018-19   | Ronda preliminar             | FC Santa Coloma1        | Drita               | 0-2  | 0-2     | 0-2          |
| 2019-20   | Ronda preliminar             | FC Santa Coloma1        | Tre Penne           | 1-0  | 1-0     | 1-0          |
| 2019-20   | Ronda preliminar             | FC Santa Coloma1        | Feronikeli          | 1-2  | 1-2     | 1-2          |
| 2020-21   | Ronda preliminar             | Inter Club d'Escaldes1  | Drita               | 1-2  | 1-2     | 1-2          |
| 2021-22   | Ronda preliminar             | Inter Club d'Escaldes1  | HB                  | 1- 0 | 1- 0    | 1- 0         |
| 2021-22   | Ronda preliminar             | Inter Club d'Escaldes1  | Pristina            | 0-2  | 0-2     | 0-2          |
| 2022-23   | Ronda preliminar             | Inter Club d'Escaldes   | La Fiorita          | 2-1  | 2-1     | 2-1          |
| 2022-23   | Ronda preliminar             | Inter Club d'Escaldes   | Víkingur            | 0-1  | 0-1     | 0-1          |
| 2023-24   | Ronda preliminar             | Atlètic Club d'Escaldes | Budućnost Podgorica | 0-3  | 0-3     | 0-3          |
| 2024-25   | Primera ronda clasificatoria | UE Santa Coloma         | Ballkani            | 1-2  | 2-1     | 3-3 (6-5 p.) |
| 2024-25   | Segunda ronda clasificatoria | UE Santa Coloma         | Midtjylland         | 0-3  | 0-1     | 0-4          |
| 2025-26   | Primera ronda clasificatoria | Inter Club d'Escaldes   | FCSB                | 2-1  | 1-3     | 3-4          |

1. Se jugó una eliminatoria a partido único.

### Liga Europa de la UEFA
| Temporada | Ronda                          | Club                    | Rival                 | Casa         | Visita       | Global       |
| --------- | ------------------------------ | ----------------------- | --------------------- | ------------ | ------------ | ------------ |
| 1997-98   | Primera ronda                  | CE Principat            | Dundee United         | 0-8          | 0-9          | 0-17         |
| 1998-99   | Primera ronda                  | CE Principat            | Ferencvárosi          | 1-8          | 0-6          | 1-14         |
| 1999-00   | Ronda previa                   | CE Principat            | Viking FK             | 0-11         | 0-7          | 0-18         |
| 2000-01   | Ronda previa                   | Constel·lació Esportiva | Rayo Vallecano        | 0-10         | 0-6          | 0-16         |
| 2001-02   | Ronda previa                   | FC Santa Coloma         | Partizan Belgrado     | 0-1          | 1-7          | 1-8          |
| 2002-03   | Ronda previa                   | FC Encamp               | Zenit San Petersburgo | 0-5          | 0-8          | 0-13         |
| 2003-04   | Ronda previa                   | FC Santa Coloma         | Esbjerg fB            | 1-4          | 0-5          | 1-9          |
| 2004-05   | Primera ronda                  | FC Santa Coloma         | FK Modriča            | 0-1          | 0-3          | 0-4          |
| 2005-06   | Primera ronda                  | UE Sant Julià           | Rapid Bucarest        | 0-5          | 0-5          | 0-10         |
| 2006-07   | Primera ronda                  | FC Rànger's             | FK Sarajevo           | 0-2          | 0-3          | 0-5          |
| 2007-08   | Primera fase clasificatoria    | FC Santa Coloma         | Maccabi Tel Aviv      | 1-0          | 0-4          | 1-4          |
| 2008-09   | Primera ronda previa           | UE Sant Julià           | Cherno More           | 0-5          | 0-4          | 0-9          |
| 2009-10   | Segunda ronda previa           | FC Santa Coloma1        | FC Basel              | 1-4          | 0-3          | 1-7          |
| 2010-11   | Primera ronda previa           | UE Santa Coloma         | FK Mogren             | 0-3          | 0-2          | 0-5          |
| 2010-11   | Primera ronda previa           | FC Lusitanos            | FK Rabotnički         | 0-6          | 0-5          | 0-11         |
| 2010-11   | Segunda ronda previa           | UE Sant Julià1          | MyPa                  | 0-3          | 0-5          | 0-8          |
| 2011-12   | Primera ronda previa           | FC Lusitanos            | NK Varaždin           | 0-1          | 1-5          | 1-6          |
| 2011-12   | Primera ronda previa           | UE Santa Coloma         | Paksi SE              | 0-1          | 0-4          | 0-5          |
| 2011-12   | Segunda ronda previa           | UE Sant Julià1          | Bnei Yehuda Tel Aviv  | 0-2          | 0-2          | 0-4          |
| 2012-13   | Primera ronda de clasificación | FC Santa Coloma         | NK Osijek             | 0-1          | 1-3          | 1-4          |
| 2012-13   | Primera ronda de clasificación | UE Santa Coloma         | FC Twente             | 0-3          | 0-6          | 0-9          |
| 2013-14   | Primera ronda previa           | UE Santa Coloma         | HŠK Zrinjski Mostar   | 1-3          | 0-1          | 1-4          |
| 2013-14   | Primera ronda previa           | FC Santa Coloma         | Breiðablik            | 0-0          | 0-4          | 0-4          |
| 2014-15   | Primera ronda previa           | UE Sant Julià           | Čukarički             | 0-0          | 0-4          | 0-4          |
| 2014-15   | Primera ronda previa           | UE Santa Coloma         | Metalurg Skopje       | 0-2          | 0-3          | 0-5          |
| 2015-16   | Primera ronda previa           | UE Sant Julià           | Randers               | 0-1          | 0-3          | 0-4          |
| 2015-16   | Primera ronda previa           | FC Lusitanos            | West Ham              | 0-1          | 0-3          | 0-4          |
| 2016-17   | Primera ronda previa           | FC Lusitanos            | NK Domžale            | 1-2          | 1-3          | 2-5          |
| 2016-17   | Primera ronda previa           | UE Santa Coloma         | Lokomotiva            | 1-3          | 1-4          | 2-7          |
| 2017-18   | Primera ronda clasificatoria   | UE Santa Coloma         | Osijek                | 0-2          | 0-4          | 0-6          |
| 2017-18   | Primera ronda clasificatoria   | UE Sant Julià           | Skënderbeu Korçë      | 0-1          | 0-5          | 0-6          |
| 2018-19   | Ronda preliminar               | UE Engordany            | Folgore               | 2-1          | 1-1          | 3-2          |
| 2018-19   | Ronda preliminar               | UE Sant Julià           | Gżira United          | 0-2          | 1-2          | 1-4          |
| 2018-19   | Primera ronda clasificatoria   | UE Engordany            | Kairat                | 0-3          | 1-7          | 1-10         |
| 2018-19   | Segunda ronda clasificatoria   | FC Santa Coloma1        | Valur                 | 1-0          | 0-3          | 1-3          |
| 2019-20   | Ronda preliminar               | Sant Julià              | Europa                | 3-2          | 0-4          | 3-6          |
| 2019-20   | Ronda preliminar               | Engordany               | La Fiorita            | 2-1          | 1-0          | 3-1          |
| 2019-20   | Primera ronda clasificatoria   | Engordany               | Dinamo Tbilisi        | 0-1          | 0-6          | 0-7          |
| 2019-20   | Segunda ronda clasificatoria   | FC Santa Coloma2        | Astana                | 0-0          | 1-4          | 1-4          |
| 2020-21   | Ronda preliminar               | FC Santa Coloma         | Iskra                 | 0-0 (3-4 p.) | 0-0 (3-4 p.) | 0-0 (3-4 p.) |
| 2020-21   | Ronda preliminar               | Engordany               | Zeta                  | 1-3          | 1-3          | 1-3          |
| 2020-21   | Segunda ronda clasificatoria   | Inter Club d'Escaldes   | Dundalk               | 0-1          | 0-1          | 0-1          |
| 2024-25   | Tercera ronda clasificatoria   | UE Santa Coloma         | RFS                   | 0-2          | 0-7          | 0-9          |

1.  Entraron directamente en la segunda ronda.
2.  Entraron directamente en la segunda ronda clasificatoria.

### Liga Europa Conferencia de la UEFA
| Temporada | Ronda                        | Club                    | Rival              | Casa | Visita | Global       |
| --------- | ---------------------------- | ----------------------- | ------------------ | ---- | ------ | ------------ |
| 2021-22   | Primera ronda clasificatoria | Sant Juliá              | Gżira United       | 0-0  | 1-1    | 1-1 (3-5 p.) |
| 2021-22   | Primera ronda clasificatoria | FC Santa Coloma         | Mons Calpe         | 4-0  | 1-1    | 5-1          |
| 2021-22   | Segunda ronda clasificatoria | Inter Club d'Escaldes   | Teuta              | 0-3  | 2-0    | 2-3 (t. s.)  |
| 2021-22   | Segunda ronda clasificatoria | FC Santa Coloma         | Hibernian          | 1-2  | 0-3    | 1-5          |
| 2022-23   | Primera ronda clasificatoria | Atlètic Club d'Escaldes | Gżira United       | 0-1  | 1-1    | 1-2 (t. s.)  |
| 2022-23   | Primera ronda clasificatoria | UE Santa Coloma         | Breiðablik         | 0-1  | 1-4    | 1-5          |
| 2022-23   | Segunda ronda clasificatoria | Inter Club d'Escaldes   | CFR Cluj           | 1-1  | 0-3    | 1-4          |
| 2023-24   | Primera ronda clasificatoria | Inter Club d'Escaldes   | Víkingur Gøta      | 2-1  | 1-1    | 3-2          |
| 2023-24   | Primera ronda clasificatoria | FC Santa Coloma         | Pen-y-Bont         | 2-0  | 1-1    | 3-1 (t. s.)  |
| 2023-24   | Segunda ronda clasificatoria | Atlètic Club d'Escaldes | Partizán Tirana    | 0-1  | 1-4    | 1-5          |
| 2023-24   | Segunda ronda clasificatoria | Inter Club d'Escaldes   | Hibernian          | 2-1  | 1-6    | 3-7          |
| 2023-24   | Segunda ronda clasificatoria | FC Santa Coloma         | Sutjeska           | 3-0  | 0-2    | 3-2 (t. s.)  |
| 2023-24   | Tercera ronda clasificatoria | FC Santa Coloma         | AZ Alkmaar         | 0-1  | 0-2    | 0-3          |
| 2024-25   | Primera ronda clasificatoria | Inter Club d'Escaldes   | Velež Mostar       | 5-1  | 1-1    | 6-2          |
| 2024-25   | Primera ronda clasificatoria | Atlètic Club d'Escaldes | F91 Dudelange      | 0-1  | 0-2    | 0-3          |
| 2024-25   | Segunda ronda clasificatoria | Inter Club d'Escaldes   | AEK                | 0-4  | 3-4    | 3-8          |
| 2024-25   | Cuarta ronda clasificatoria  | UE Santa Coloma         | Víkingur Reykjavík | 0-0  | 0-5    | 0-5          |
| 2025-26   | Primera ronda clasificatoria | Atlètic Club d'Escaldes | F91 Dudelange      | 2-0  | 3-2    | 5-2          |
| 2025-26   | Primera ronda clasificatoria | FC Santa Coloma         | Borac              | 0-2  | 4-1    | 4-3          |
| 2025-26   | Segunda ronda clasificatoria | Atlètic Club d'Escaldes | Dinamo City        | 1-2  | 1-1    | 2-3          |
| 2025-26   | Segunda ronda clasificatoria | FC Santa Coloma         | Polissya           | 1-4  | 2-1    | 3-5          |
| 2025-26   | Segunda ronda clasificatoria | Inter Club d'Escaldes   | Olimpija Ljubljana | 1-1  | 2-4    | 3-5          |

### Copa Intertoto de la UEFA
| Temporada | Ronda         | Club          | Rival                    | Casa | Visita | Global |
| --------- | ------------- | ------------- | ------------------------ | ---- | ------ | ------ |
| 2001      | Primera ronda | UE Sant Julià | Lausanne-Sport           | 1-3  | 0-6    | 1-9    |
| 2002      | Primera ronda | UE Sant Julià | Coleraine FC             | 2-2  | 0-5    | 2-7    |
| 2003      | Primera ronda | FC Encamp     | Lierse SK                | 0-3  | 1-4    | 1-7    |
| 2004      | Primera ronda | UE Sant Julià | Sartid Smederevo         | 0-8  | 0-3    | 0-11   |
| 2005      | Primera ronda | FC Rànger's   | SK Sturm Graz            | 1-1  | 0-5    | 1-6    |
| 2006      | Primera ronda | UE Sant Julià | Maribor                  | 0-3  | 0-5    | 0-8    |
| 2007      | Primera ronda | UE Sant Julià | Slavija Istočno Sarajevo | 2-3  | 2-3    | 4-6    |